# شورش ۱۳۷۴ اسلامشهر
شورش ۱۳۷۴ اسلامشهر یکی از شورش‌های دهه هفتاد و دومین شورش بزرگ پس از انقلاب ۵۷ ایران بود. شورش مردم به دلیل نارضایتی از افزایش کرایه‌ها و اعتصاب رانندگان مینی‌بوس و اعتراض به فقر و کمبود آب انجام شد و باعث تخریب بانک‌ها، اماکن دولتی و مغازه‌ها و تصرف پاسگاه پلیس شد. شورش توسط قرارگاه ثارالله سرکوب، تعدادی کشته و شماری بازداشت شدند.
سرکوب شهروندان اسلام شهر دست کم ۴ روز به طول انجامید و نیروهای نظامی و امنیتی دولت هاشمی رفسنجانی، برای سرکوب معترضان از بالگردهای ارتش استفاده کردند. در نبود اینترنت و رسانه‌های مستقل، هیچگاه آمار دقیقی از کشته‌ها و قربانیان از سوی مقامات  منتشر نشد. با این حال داریوش فروهر در مصاحبه با رسانه‌های خارجی گفت که شمار کشته‌ها دست کم ۵۰ نفر است. سازمان عفو بین‌الملل ماه‌ها پس از این شورش، گفت که ده نفر در جریان اعتراضات جان باخته‌اند. دولت ایران تنها قربانی شدن یک نفر را به گردن گرفت.